# 용인시장
용인시장은 경기도 용인시의 시장이다.

## 역대 용인군수 (관선)
| 대수 | 군수   | 임기                               | 비고            |
| ---- | ------ | ---------------------------------- | --------------- |
| 초대 | 고주현 | 1948년 1월 1일 ~ 1949년 3월 17일   | 경기도 용인군수 |
| 2대  | 조병준 | 1949년 3월 18일 ~ 1949년 12월 30일 | 경기도 용인군수 |
| 3대  | 이재하 | 1949년 12월 31일 ~ 1950년 6월 24일 | 경기도 용인군수 |
| 4대  | 김태근 | 1950년 6월 25일 ~ 1950년 12월 25일 | 경기도 용인군수 |
| 5대  | 유인상 | 1950년 12월 25일 ~ 1953년 1월 15일 | 경기도 용인군수 |
| 6대  | 이승화 | 1953년 1월 16일 ~ 1954년 3월 16일  | 경기도 용인군수 |
| 7대  | 채민석 | 1954년 3월 17일 ~ 1954년 4월 15일  | 경기도 용인군수 |
| 8대  | 박태근 | 1954년 4월 16일 ~ 1954년 4월 17일  | 경기도 용인군수 |
| 9대  | 이승열 | 1956년 4월 16일 ~ 1958년 8월 9일   | 경기도 용인군수 |
| 10대 | 이수진 | 1958년 8월 10일 ~ 1959년 10월 23일 | 경기도 용인군수 |
| 11대 | 이규복 | 1959년 10월 24일 ~ 1960년 5월 23일 | 경기도 용인군수 |
| 12대 | 한영수 | 1960년 5월 24일 ~ 1961년 4월 22일  | 경기도 용인군수 |
| 13대 | 정운창 | 1961년 4월 23일 ~ 1961년 7월 20일  | 경기도 용인군수 |
| 14대 | 천장근 | 1961년 7월 21일 ~ 1962년 8월 1일   | 경기도 용인군수 |
| 15대 | 윤자순 | 1962년 8월 2일 ~ 1964년 1월 31일   | 경기도 용인군수 |
| 16대 | 장용순 | 1964년 2월 1일 ~ 1965년 3월 26일   | 경기도 용인군수 |
| 17대 | 김명식 | 1965년 3월 27일 ~ 1967년 2월 9일   | 경기도 용인군수 |
| 18대 | 이상직 | 1967년 2월 10일 ~ 1968년 9월 25일  | 경기도 용인군수 |
| 19대 | 문일수 | 1968년 9월 26일 ~ 1970년 1월 19일  | 경기도 용인군수 |
| 20대 | 이건우 | 1970년 1월 20일 ~ 1971년 8월 20일  | 경기도 용인군수 |
| 21대 | 오호선 | 1971년 8월 21일 ~ 1973년 5월 6일   | 경기도 용인군수 |
| 22대 | 윤병하 | 1973년 5월 7일 ~ 1976년 8월 4일    | 경기도 용인군수 |
| 23대 | 계창희 | 1976년 8월 5일 ~ 1979년 4월 18일   | 경기도 용인군수 |
| 24대 | 조동환 | 1979년 4월 19일 ~ 1980년 7월 30일  | 경기도 용인군수 |
| 25대 | 박명서 | 1980년 8월 1일 ~ 1982년 5월 31일   | 경기도 용인군수 |
| 26대 | 이재천 | 1982년 6월 1일 ~ 1983년 4월 10일   | 경기도 용인군수 |
| 27대 | 최병호 | 1983년 4월 11일 ~ 1983년 12월 26일 | 경기도 용인군수 |
| 28대 | 김상호 | 1983년 12월 27일 ~ 1985년 3월 10일 | 경기도 용인군수 |
| 29대 | 송인식 | 1985년 3월 11일 ~ 1986년 3월 7일   | 경기도 용인군수 |
| 30대 | 박계민 | 1986년 3월 8일 ~ 1988년 6월 10일   | 경기도 용인군수 |
| 31대 | 예강환 | 1988년 6월 11일 ~ 1989년 10월 19일 | 경기도 용인군수 |
| 32대 | 김학규 | 1989년 10월 20일 ~ 1991년 1월 13일 | 경기도 용인군수 |
| 33대 | 진용관 | 1991년 1월 14일 ~ 1993년 3월 28일  | 경기도 용인군수 |
| 34대 | 우종오 | 1993년 3월 29일 ~ 1994년 1월 2일   | 경기도 용인군수 |
| 35대 | 윤병희 | 1994년 1월 3일 ~ 1995년 3월 28일   | 경기도 용인군수 |
| 36대 | 진용관 | 1995년 4월 12일 ~ 1995년 6월 30일  | 경기도 용인군수 |

## 역대 용인군수 (민선)
| 대수 | 이름   | 임기                             | 비고 |
| ---- | ------ | -------------------------------- | ---- |
| 37대 | 윤병희 | 1995년 7월 1일 ~ 1996년 2월 29일 |      |

## 역대 용인시장 (민선)
| 대수     | 이름   | 임기                              | 비고    |
| -------- | ------ | --------------------------------- | ------- |
| 초대     | 윤병희 | 1996년 3월 1일 ~ 1998년 6월 30일  | 민선1기 |
| 2대      | 윤병희 | 1998년 7월 1일 ~ 1999년 7월 8일   | 민선2기 |
| 권한대행 | 예강환 | 1999년 7월 9일 ~ 1999년 8월 12일  | 부시장  |
| 권한대행 | 한석규 | 1999년 8월 13일 ~ 1999년 9월 19일 | 부시장  |
| 3대      | 예강환 | 1999년 9월 20일 ~ 2002년 6월 30일 | 민선3기 |
| 4대      | 이정문 | 2002년 7월 1일 ~ 2006년 6월 30일  | 민선4기 |
| 5대      | 서정석 | 2006년 7월 1일 ~ 2010년 6월 30일  | 민선5기 |
| 6대      | 김학규 | 2010년 7월 1일 ~ 2014년 6월 30일  | 민선6기 |
| 7대      | 정찬민 | 2014년 7월 1일 ~ 2018년 6월 30일  | 민선7기 |
| 8대      | 백군기 | 2018년 7월 1일 ~ 2022년 6월 30일  | 민선8기 |
| 9대      | 이상일 | 2022년 7월 1일 ~ 현직             | 민선9기 |

## 같이 보기
- 용인시장 선거